# Anders Jivarp
Anders Mikael Jivarp (ur. 18 lipca 1973 w Göteborgu) – szwedzki perkusista, były muzyk melodic death metalowego zespołu Dark Tranquillity. Był jednym z oryginalnych członków zespołu od początku jego istnienia, a także jednym z głównych kompozytorów. Opuścił zespół w sierpniu 2021 roku wraz z basistą Andersem Iwersem. Grał także gościnnie na perkusji na minialbumie Subterranean zespołu In Flames wydanej w 1995 roku.

## Diskografia
Dark Tranquillity
- Skydancer (1993)
- Of Chaos and Eternal Night (1995, EP)
- The Gallery (1995)
- Enter Suicidal Angels (1996)
- The Mind’s I (1997)
- Projector (1999)
- Haven (2000)
- Damage Done (2002)
- Lost to Apathy (2004, EP)
- Character (2005)
- Fiction (2007)
- We Are the Void (2010)
- Construct (2013)
- Atoma (2016)
- Moment (2020)

Gościnne występy
- In Flames – Subterranean (1995, EP)